# قنصور متعدد الأزهار
قنصور متعدد الأزهار (الاسم العلمي:Colutea multiflora) هو نوع من النباتات يتبع جنس القنصور من الفصيلة البقولية.